# Brusno (Słowacja)
Brusno – wieś (obec) w środkowej Słowacji, położona w kraju bańskobystrzyckim, w powiecie Bańska Bystrzyca.

## Położenie
Brusno leży 21 km na wschód od Bańskiej Bystrzycy, w wąskiej w tym miejscu dolinie Hronu. Zabudowania wsi rozłożone są w dużym zakolu rzeki, w większości pomiędzy ujściem do niej jej prawobrzeżnego dopływu Sopotnicy i lewobrzeżnego dopływu, potoku Brusnianka. Przez wieś przebiega linia kolejowa Bańska Bystrzyca - Červená Skala oraz droga krajowa  I/66.
W skład wsi wchodzi dzielnica Ondrej nad Hronom (dawniej samodzielna wieś Svätý Ondrej), usytuowana przy ujściu Sopotnicy do Hronu oraz położona w głębi doliny Brusnianki, w dolinie zwanej Peklo, część uzdrowiskowa, zwana Brusno-kúpele.

## Historia
Aktualna wieś powstała w 1961 r. przez połączenie Brusna i wsi Svätý Ondrej. Nowej wsi nadano nazwę Hronov pri Banskej Bystrici, którą jednak w 1971 r. zmieniono znów na Brusno.
Svätý Ondrej powstał zapewne w I. połowie XIII w., jeszcze przed pierwszym najazdem tatarskim. Nazwa poszła od patrona istniejącego już wówczas kościoła. Pierwsze pisemne wzmianki o miejscowości pochodzą z roku 1424. Występowała ona wówczas jako villa utraque Zenthandras i należała do feudalnego "państwa" z siedzibą na zamku lupczańskim. Na jej terenie podejmowano próby wydobycia złota i rud miedzi. W późniejszych czasach mieszkańcy zajmowali się głównie domowym rzemiosłem i handlem (m.in. koronki, kosy, sierpy, noże, skórzane pasy).
Osada Brusno powstała być może już w XII stuleciu. Również i ona w 1424 r. należała do "państwa" lupczańskiego. Mieszkańcy zajmowali się głównie pasterstwem, a następnie także pracą w lasach, wypalaniem węgla drzewnego i in. Po odkryciu leczniczych właściwości tutejszych źródeł z alkaliczno-siarkowymi wodami część z nich znalazła zatrudnienie przy obsłudze kuracjuszy. Z końcem XIX w. i w następnym stuleciu wielu mieszkańców obu osad znalazło pracę w pobliskich zakładach metalurgicznych w rejonie Podbrezovej.

### Uzdrowisko
Uzdrowisko Brusno-kúpele rozwinęło się w XIX w. w miejscu, w którym znajdowała się dawna osada robotników leśnych. Tutejsze źródła po raz pierwszy udokumentowane zostały w 1818 r. w kronice parafialnej w Medzibrodzie. Do 1834 r., kiedy to rozpoczęto budowę pierwszych łazienek, zakończoną w 1837 r., w dokumentach nie ma wzmianki o leczniczym wykorzystaniu źródeł. Jest jednak więcej niż prawdopodobne, że źródła były używane przez drwali, górników i węglarzy na długo przed tym rokiem, ponieważ codziennie przechodzili obok nich do pracy doliną Brusnianki. Pierwszy sezon w uzdrowisku rozpoczął się wiosną 1838 roku i trwał do 1859 roku, kiedy to spalił się główny pawilon uzdrowiskowy. W 1884 roku właścicielem uzdrowiska w Bruśnie został architekt i budowniczy z Bańskiej Bystrzycy, Ľudovít Rosenauer. Dla uzdrowiska była to bardzo istotna zmiana. W ciągu następnych dziesięciu lat wybudował obiekty uzdrowiskowe, których wygląd zasadniczo zachował się do dziś. Dzięki Ľudovítowi Rosenauerowi uzdrowisko uzyskało pierwszego stałego lekarza. Był dr. Jozef Lukácsy, który przybył do Brusna w 1892 roku ordynował w czasie letniego sezonu uzdrowiskowego. Większość klientów uzdrowiska w tym czasie składała się z węgierskich urzędników, kupców i drobnych przedsiębiorców z Budapesztu i okolic. Dla nich Brusno było tańszą i równorzędną alternatywą dla odległych Karlowych Warów. Zachowało się kilka obiektów z tamtego okresu, wzniesionych w stylu późnego klasycyzmu, w większości przebudowanych w ciągu XX w. Autorem fontanny w parku był Július Bártfay.
W 1950 r. mocno zapuszczone obiekty uzdrowiskowe przejęły państwowe Československé štátne kúpele. W latach 80. XX w. powstał nowy kompleks sanatoryjny na 400 łóżek (Liečebný dom „Poľana”). Obecnie leczy się tu choroby układu krążenia, układu pokarmowego, zaburzenia metabolizmu i choroby gruczołów wydzielania wewnętrznego oraz choroby nerek i dróg moczowych.

## Demografia
Według danych z dnia 31 grudnia 2010 wieś zamieszkiwało 2142 osób, w tym 1111 kobiet i 1031 mężczyzn.
W 2001 roku rozkład populacji względem narodowości i przynależności etnicznej wyglądał następująco:
- Słowacy – 97,65%
- Czesi – 0,38%
- Niemcy – 0,05%
- Węgrzy – 0,10%